# Mascotte ufficiali del campionato mondiale femminile di calcio
Ogni campionato mondiale femminile di calcio ha la sua mascotte. Ling Ling, la mascotte dell'edizione 1991, fu la prima in assoluto nella Coppa del Mondo femminile. Le mascotte rappresentano una caratteristica del paese ospitante (costume, flora, fauna ecc.).
| Edizione | Paese ospitante           | Mascotte | Nome       | Descrizione |
| -------- | ------------------------- | -------- | ---------- | --- |
| 1991     | Cina                      |          | Ling Ling  | Una mascotte simile a un canarino. |
| 1995     | Svezia                    |          | Fiffi      | Una vichinga che indossa i colori giallo e blu della nazionale svedese.                                                               |
| 1999     | Stati Uniti               |          | Nutmeg     | È una volpe che indossa i colori rossi, bianchi e blu della nazionale statunitense e sul petto porta la scritta USA 99.               |
| 2003     | Stati Uniti               |          | nessuna    | Non ci fu nessuna mascotte a causa dell'improvviso spostamento del torneo dalla Cina agli Stati Uniti, a causa dell'epidemia di SARS. |
| 2007     | Cina                      |          | Hua Mulan  | Una ragazza, basata sulla fiaba cinese di Hua Mulan.                                                                                  |
| 2011     | Germania                  |          | Karla Kick | È una gatta con indosso i colori della nazionale tedesca e sul petto porta la scritta Germany 2011.                                   |
| 2015     | Canada                    |          | Shuéme     | Un grande gufo bianco; il suo nome deriva da chouette, in francese gufo.                                                              |
| 2019     | Francia                   |          | Ettie      | È una gallina che indossa i classici colori francesi; è la figlia di Footix, mascotte del campionato mondiale di calcio 1998.         |
| 2023     | Australia / Nuova Zelanda |          | Tazuni     | E' un piccolo pinguino; il suo nome è una combinazione tra Tasman Sea e Unity.                                                        |
| 2027     | Brasile                   |          |            | |